# Emil Span
Emil Span (Reutlingen, Reino de Wurtemberg, 27 de enero de 1869 - San José, Costa Rica, 20 de enero de 1944) fue un pintor alemán radicado en Costa Rica, famoso en este país centroamericano por sus paisajes y, especialmente, por sus cuadros de orquídeas.

## Biografía
Estudió en la Escuela de Bellas Artes del Instituto Real de Múnich y a fines del siglo XIX viajó a Guatemala, interesado en la exportación del café.
Debido a dificultades con un general guatemalteco, se vio obligado a abandonar ese país, donde había pintado paisajes,  retratos de indígenas y animales, como el óleo Ocelote, de 1898.

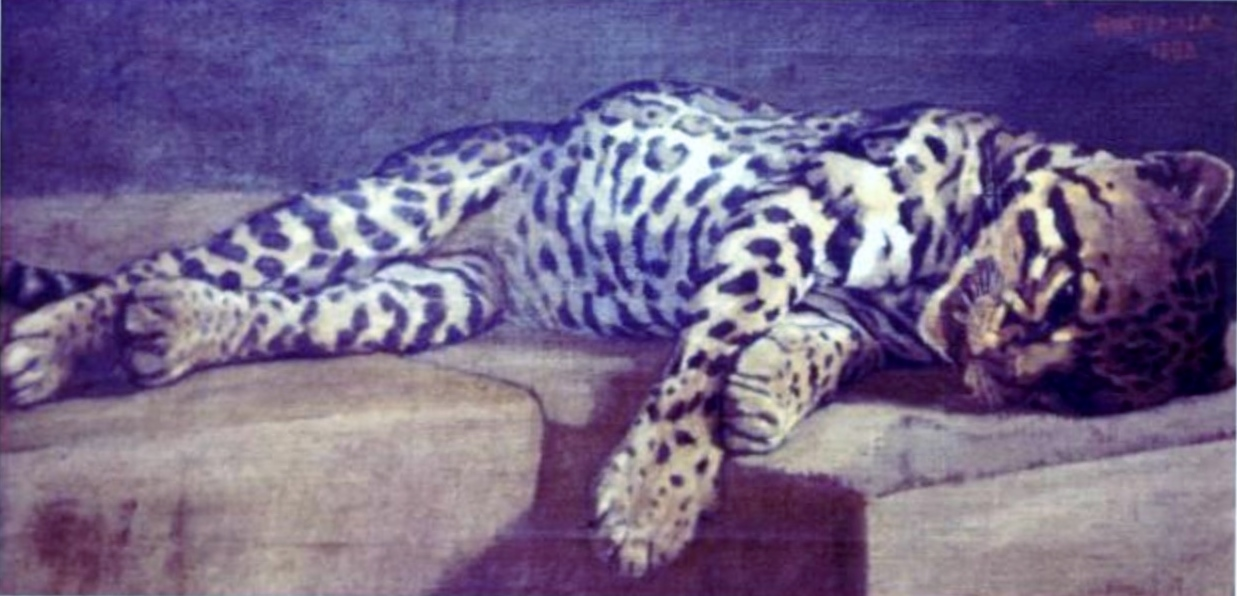
Ocelote, óleo de 1898 de Emil Span

Llegó a Costa Rica en 1906 y los primeros encargos que recibió fueron de retratos: pinta a clérigos, intelectuales y personajes históricos; además, se dedica a la enseñanza. Span fue «un personaje impulsor del arte nacional con su sólido conocimiento y labor didáctica», constata María Enriqueta Guardia.
Enamorado del paisaje de su nueva patria, Span recorrió zonas a las que era difícil llegar en aquella época, como Tortuguero en el Caribe o golfo Dulce, bahía del Coco y Carrillo (Guanacaste). «Se enamoró del paisaje costarricense», viajó por todo el país, pintando «muchos lugares que entonces eran casi inaccesibles», recordaría el retratista Fabio Fournier. A Span le gustaba viajar a pintar las costas del país.

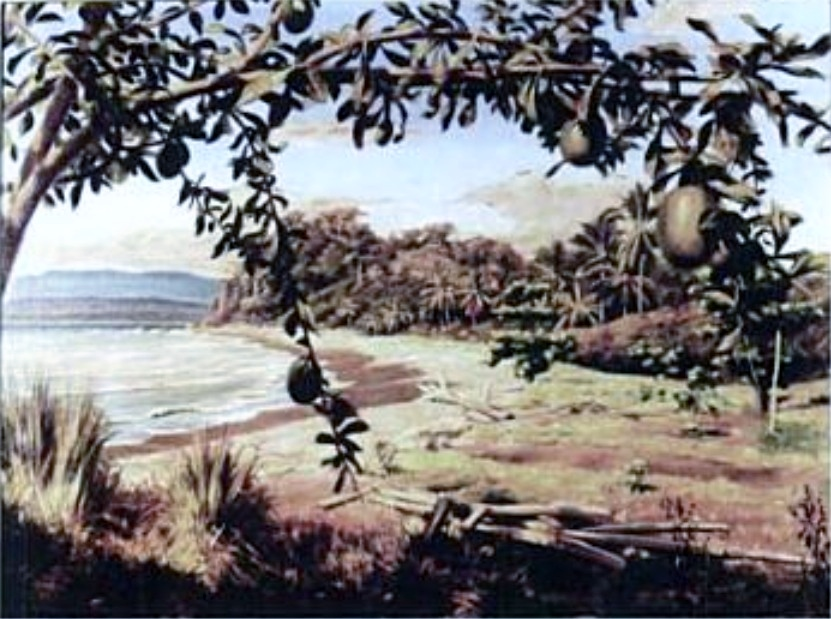
Paisaje de Guanacaste, óleo de Emil Span

Emil Span, como otros artistas, solía acompañar a Ezequiel Jiménez a pintar al aire libre. «Sus paisajes tienen espacios inundados de luz, sobre todo los de la costa Pacífica, tan diferentes de sus retratos, orquídeas y cuadros alegóricos tan ceñidos a la tradición académica europea. En sus paisajes el colorido es más rico, producto del contacto directo con la naturaleza», se consigna en un ensayo dedicado a las exposiciones de artes plásticas celebradas en San José desde 1928 hasta 1937.
Fournier recuerda que Span tenía una humilde casa ubicada cuadra y media del Liceo de Costa Rica hacia el norte. En la casita de madera, que «no tenía más que un ventana, exhibía una cuantas telas». El costarricense conoció al alemán cuando estudiaba en el mencionado colegio, pues en el camino de su casa a este pasaba por fuera de la de Span y generalmente se detenía a mirar por la ventana los cuadros, hasta que un día el maestro germano lo invitó a entrar, comenzando así la amistad que los uniría. 

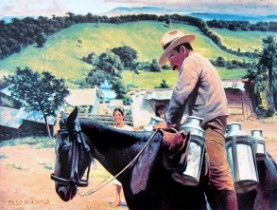
Paso de la Vaca

La visión que plasmó Span de los pobladores de Costa Rica fue una idealizada. Como señala Eugenia Zavaleta, los artistas excluyeron de sus cuadros «las viviendas más pobres del mundo rural y semirural», y «también se desentendieron de sus moradores: los campesinos —un sector de los cuales estaba convirtiéndose cada vez más en jornaleros—, que la ciris de 1930 azotó con fuerza». Los pocos campesinos que representaron «no mostraban signos de mayor indigencia y pesadumbre». Esto se puede ver en las obras de Marco Aurelio Aguilar pero también en las de alemán, como en su Paso de la Vaca, caudro en el que el lechero «incluso tiene tiempo para flirtear con una jovencita».

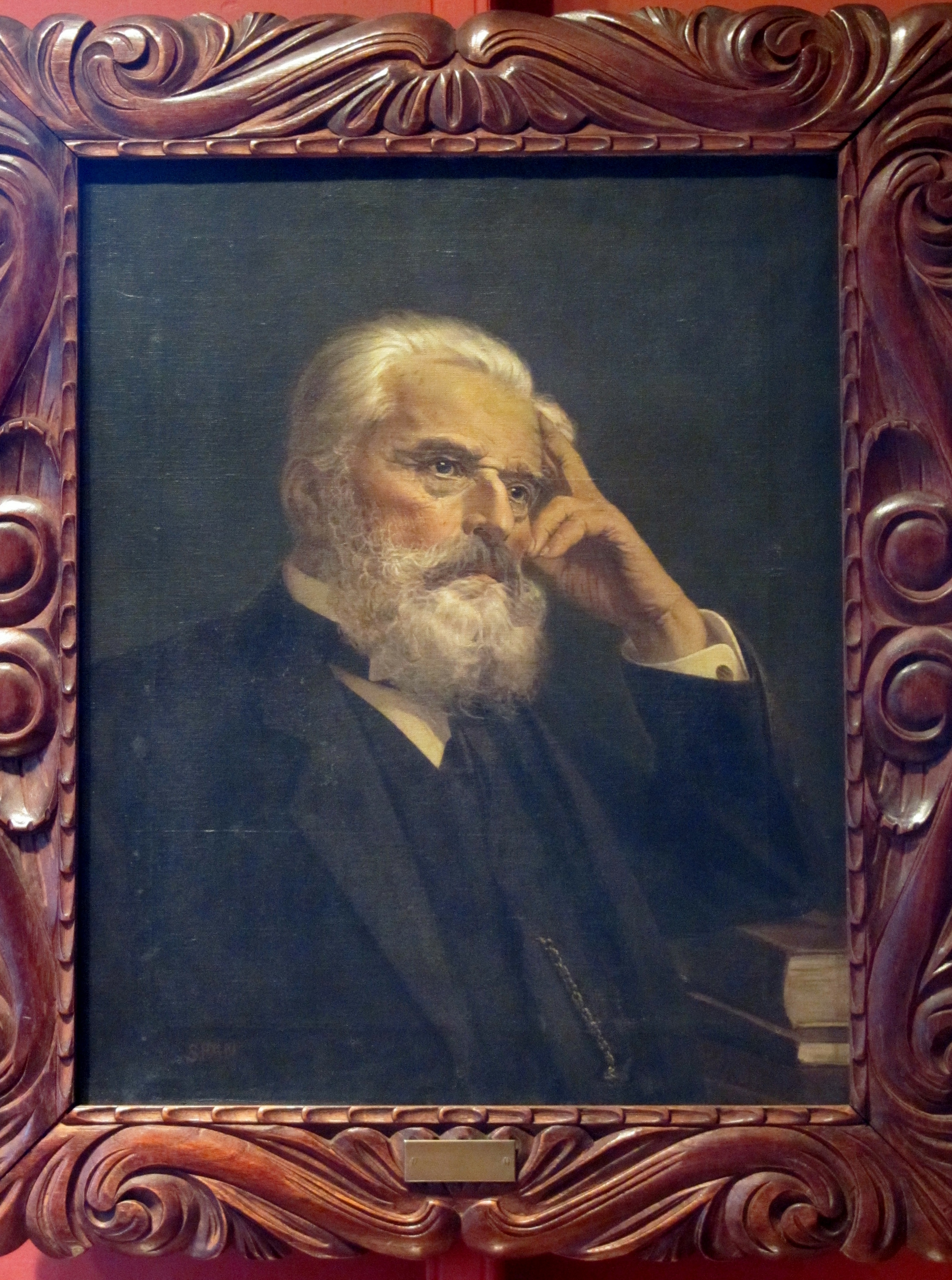
José Joaquín Rodríguez.

La citada catedrática Guardia destaca que en Span «se combina una gran pasión por el contacto directo con el paisaje con una formación académica que se manifiesta en la maestría con que lo capta a través del terruño». Y afirma que su cuadros de orquídeas «son un testimonio esencial» para el estudio de la flora costarricense, «ya que en ellas combina la visión y la estética del pintor con el rigor científico».
Fue también un retratista eximio, como se puede comprobar en el que hizo del expresidente José Joaquín Rodríguez, expuesto en el Museo Nacional, en el que se pueden ver también dos cuadros de orquídeas de Span. Su Casa de campo —que en 2007 adornaba una de las salas del museo y era una de la veintena de cuadros que esa institución posee de este artista—, fue robada en julio de ese año.

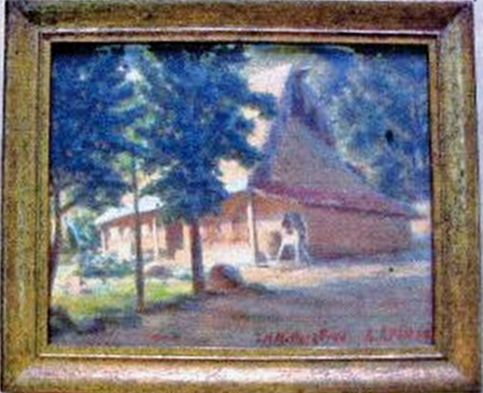
Casa de campo, el cuadro de Span robado del Museo Nacional

Span participó en la decoración del Teatro Nacional con flores y frutas en sus pechinas. En 1926 fue seleccionado —junto con Enrique Echandi, Ezequiel Jiménez y Tomás Povedano— para representar a Costa Rica en la Exposición Panamericana de Pintura de 1925, patrocinada por el Museo de Arte de Los Ángeles y celebrada en su recinto. Span participó también en las Exposiciones de Artes Plásticas de Costa Rica y en la primera de ellas, la de 1928, recibió medalla de plata; en aquella ocasión presentó el Retrato de John M. Keith (M = Meiggs; empresario establecido en el país a fines del siglo XIX; fue el primer presidente de Cámara de Comercio, fundada en 1915, y de la Junta de Caridad, hoy Junta de Protección Social, cargo este último que ocupó hasta su muerte, acaecida en 1927).
Presidente honorario, junto con Tomás Povedano, del Centro del Arte, fue profesor de la Escuela de Bellas Artes y jurado de la segunda y tercera exposición de artes plásticas (1930-1931).

## Premios y reconocimientos
- Seleccionado para representar a Costa Rica, junto con Enrique Echandi, Ezequiel Jiménez Rojas y Tomás Povedano, en la Exposición Panamericana de Pintura de 1925, patrocinada por el Museo de Arte de Los Ángeles y celebrada en su recinto
- Primera Exposición de Costa Rica, 1928: Medalla de plata
- Gran premio Augusto B. Leguía (1928)
- Premio de honor, con Echandi y el alemán Eginhard Menghius, en el Segundo Certamen Literario y Artístico de 1930